# Bastón presidencial (Argentina)
El bastón presidencial es un bastón de mando del cargo que se entrega en Argentina junto a la banda presidencial durante el acto de asunción presidencial, al ciudadano que ha asumido la presidencia de la Nación. Tanto la entrega de uno como de otra carece de efectos jurídicos y se realiza únicamente a los fines protocolares y siguiendo una tradición que se remonta al año 1868, en la que se hizo por primera vez. 

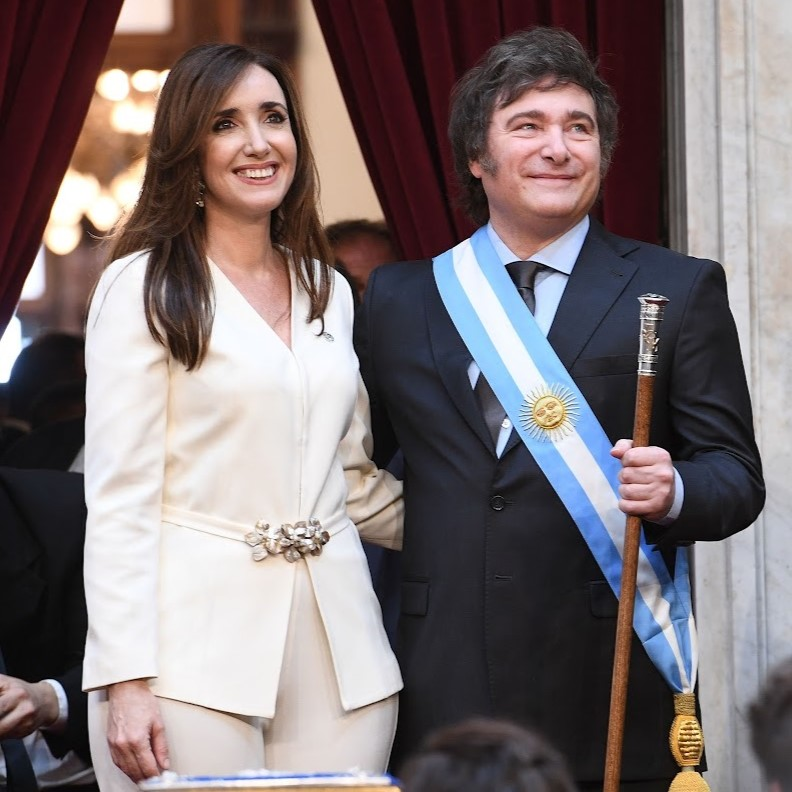
El presidente Javier Milei junto a la vicepresidenta Victoria Villarruel, a la derecha se ve el bastón presidencial en manos del mandatario.

El bastón de mando (o vara de mando, también denominado manípulo) es un complemento protocolario que denota en la persona que lo porta, autoridad o mando sobre un grupo o colectivo identitario. Desde 1983 el orfebre Juan Carlos Pallarols, que proviene de una familia de artesanos cuyo taller data de 1750, confecciona el bastón presidencial. Su padre, Carlos Pallarols Cuni, construyó un bastón para el presidente Arturo Humberto Illia; que no llegó a recibir; hasta entonces los fabricaba el artesano Luis Ricciardi como se estilaba: con caña de malaca, detalles de oro macizo y dos borlas. 
A partir de la presidencia de Raúl Alfonsín, los bastones se confeccionan con madera de urunday (originaria del Chaco y Misiones), de hermoso brillo y gran durabilidad. El metal utilizado es la plata, en consonancia con el nombre del país: Argentina. Su longitud es de aproximadamente noventa centímetros. Lleva flores de veinticuatro cardos, por cada provincia, más la Capital Federal; y tres pimpollos, que representan las Islas del Atlántico Sur. La empuñadura de plata está adornada por el Escudo Nacional; y lleva casi tres millones de golpes de cincel, que gente de todo el país ha aportado para concretarla.

## Origen del bastón de mando
El bastón de mando (o vara de mando, también denominado manípulo) es un complemento protocolario que denota en la persona que lo porta, autoridad o mando sobre un grupo o colectivo identitario.
Sus antecedentes históricos arrancan en las primeras civilizaciones, y actualmente son usados en muchos países tanto en el ámbito civil como en el militar. El bastón presidencial es una analogía del cetro que usaban los monarcas europeos y de las varas de mando que, también simbólicamente, utilizaron los virreyes y alcaldes coloniales hasta la primera década del siglo XIX en el territorio que actualmente es Argentina. La banda presidencial, otro símbolo del cargo, está inspirada en la banda de la Orden de Carlos III que hasta 1771 usaron los reyes españoles, si bien se confecciona con los colores de la bandera argentina y un sol dorado en el centro.
Luego de la Revolución de Mayo, se perdió la costumbre de usar bastón de mando entre las autoridades políticas; tradición que volvió con el Directorio, a principios de 1814; convirtiéndose, junto con la banda, en atributos externos del ejercicio de la primera magistratura en el naciente Estado Nacional. Esta costumbre se mantuvo en el período constitucional. Se conserva aún el bastón de mando utilizado por el presidente Justo José de Urquiza. Desde entonces, a cada presidente que asumía se le obsequiaba un bastón, símbolo de la autoridad presidencial en la República.

## Confección del bastón presidencial
En 1932 se reguló el diseño del bastón presidencial: debía ser de madera, preferentemente malaca barnizada, el puño de oro 18 quilates de 8 centímetros debe contener el escudo nacional argentino esmaltado, el regatón también de oro, largo del bastón se adecúa a la estatura del receptor.
En 1982 desde el gobierno pidieron a Juan Carlos Pallarols, un orfebre de sexta generación, un presupuesto para un bastón presidencial de tipo europeo con caña de malaca, esmalte y borlas. Pallarols le propuso entonces cambiar el diseño por otro más adaptado al país, de plata y con una guarda con cardones, cada uno representando una provincia, y tres ramilletes simbolizando las Islas Malvinas. La propuesta fue rechazada pero el orfebre comenzó a confeccionarlo. Raúl Ricardo Alfonsín, ya electo presidente, se enteró del asunto antes de asumir y lo llamó para preguntarle sobre el tema y como nada podía hacer porque la ceremonia de entrega del bastón la organizaba el gobierno saliente le dijo que una vez que asumiera usaría su bastón. Así lo hizo: donó el que le habían dado y usó en su lugar el de Pallarols.
Desde entonces hasta la última presidencia de Cristina Fernández de Kirchner el bastón presidencial ha sido confeccionado por Pallarols, quien utiliza como base la madera de urunday –árbol también denominado, gateado o gonçalo-alvez,  cuyo nombre científico es astronium balansae- que es de buena veta, incorruptible y brillante. Valorada como una de las mejores de América del Sur, esta madera de coloración castaño-rojiza y una superficie lisa, agradable al tacto y de poco brillo, tiene diversos usos en la construcción civil y en la naval, tanto en interiores como en exteriores, donde se la aprecia por ser muy pesada, dura y de larga duración. En 2015 Mauricio Macri rompió con esta tradición, eligiendo un bastón confeccionado por el orfebre Damian Tessore de la ciudad bonaerense de Mercedes.

## Inicio de la tradición
El primer presidente que recibió la banda y el bastón presidenciales fue Domingo Faustino Sarmiento el 12 de octubre de 1868 en la ceremonia de traspaso del mando durante la cual cientos de ciudadanos entusiastas en su afán por presenciarla entraron por la fuerza a la Casa de Gobierno rompieron ventanas y treparon a todo tipo de muebles.
El presidente Arturo Umberto Illia al asumir en 1963 recibió el bastón que había usado el juez Roque Julián Sáenz Peña y que después sucesivamente recibieron su hijo el presidente Luis Sáenz Peña (en 1892), y su nieto el también presidente Roque Sáenz Peña (en 1910).
Los presidentes Julio Argentino Roca, de Argentina, y Federico Errázuriz Echaurren, de Chile, intercambiaron sus bastones como símbolo de amistad en 1901 al firmar el tratado entre ambas naciones poniendo fin a un grave conflicto fronterizo. 